# Мозирський державний педагогічний університет
Мозирський державний педагогічний університет імені І. П. Шамякіна — вищий навчальний заклад в Мозирі (Гомельська область, Білорусь). Заснований у 1944 році, як Мозирський вчительський інститут. В 1952 році реорганізован в Мозирський педагогічний інститут. В 1964 році інституту присвоєно ім'я  Н. К. Крупської. У 2002 році інститут був реорганізований у Мозирський державний педагогічний університет, якому в 2006 році указом Президента було присвоєно ім'я народного письменника Білорусі  Івана Шамякіна.
Сьогодні МДПУ імені І. П. Шамякіна — це 4 навчальних корпуси, в яких розташовуються 10 факультетів, що об'єднують 32 кафедри. Чисельність студентів на денній та заочній формах навчання перевищує 8000 чоловік. Університет готує фахівців із 15 спеціальностей, 6 напрямків, 2 спеціалізаціями і 16 додатковими спеціальностями.
У складі МДПУ 10 факультетів:
- Біологічний
- Довузівської підготовки
- Дошкільної та початкової освіти
- Інженерно-педагогічний
- Іноземних мов
- Технології
- Фізико-математичний
- Фізичної культури
- Філологічний
- Підвищення кваліфікації та перепідготовки кадрів